# Louise Fréchette
Louise Fréchette (Montreal, 16 de julio de 1946) es una diplomática canadiense que ocupó la Vicesecretaría General de Naciones Unidas durante ocho años, y una diplomática y funcionaria pública por largo tiempo. Ejerció un período de tres años en el Centre for International Governance Innovation, un centro de investigación sobre relaciones y políticas internacionales localizado en Waterloo, Ontario, en un proyecto de investigación sobre la energía nuclear y la seguridad mundial.

## Carrera profesional
Se graduó de la Universidad de Montreal con un grado en historia en 1970 y en el College of Europe (Brujas, Bélgica) con un Certificate of Advanced European Studies de postgrado (equivalente a un master) en 1978. Comenzó su carrera diplomática en 1971 cuando se une al Ministerio de Asuntos Exteriores de Canadá. Fue asignada a la embajada canadiense en Atenas antes de unirse a la delegación canadiense frente a las Naciones Unidas en Ginebra en 1978.
En 1985, a la edad de 39, fue nombrada embajadora de Canadá en Argentina. En 1989, fue enviada en una misión secreta a Cuba para presionar a Fidel Castro para que apoyara la Guerra del Golfo. Pese a fracasar, impresionó a Ottawa con sus esfuerzos y fue nombrada embajadora de Canadá en las Naciones Unidas en 1992.
En 1995, abandonó el servicio exterior para convertirse en viceministro adjunto de finanzas en Ottawa. Más tarde fue promovida a viceministro de la defensa nacional, la primera mujer en alcanzar dicho puesto.
En 1997, Louise Fréchette fue nombrada vicesecretaría General de Naciones Unidas, cargo recién creado por el Secretario General de las Naciones Unidas Kofi Annan tras las reformas de la organización, siendo la primera persona en asumir el cargo.
En 2005, después de ser criticada por el expresidente de la Reserva Federal de Estados Unidos Paul Volcker por la fallada administración del Programa Petróleo por Alimentos para Irak, Fréchette anunció su renuncia.
Louise Fréchette es miembro de la Global Leadership Foundation.
En 1998, fue nombrada Oficial de la Orden de Canadá.